# Przedborski Park Krajobrazowy

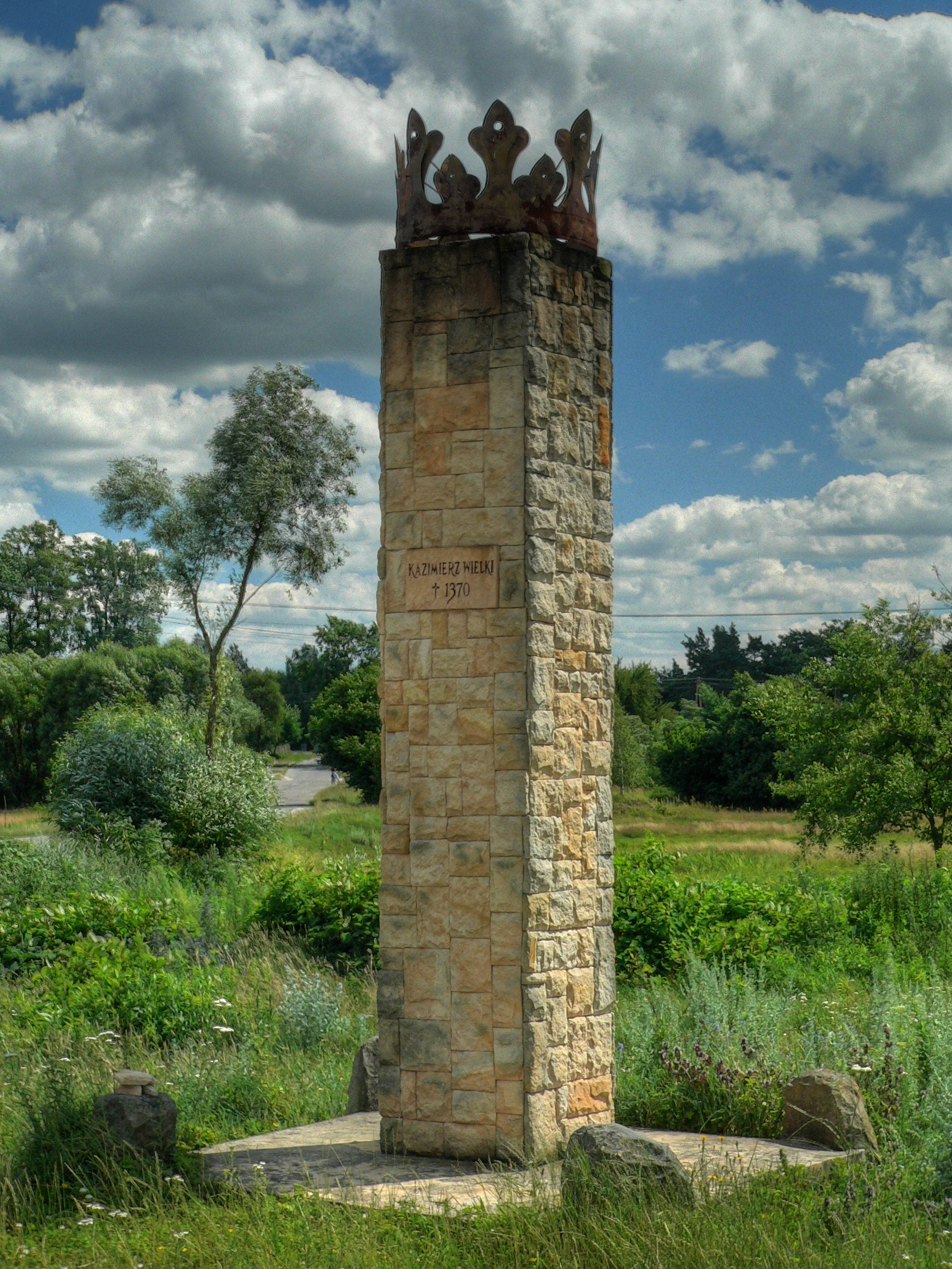
Obelisk we wsi Żeleźnica upamiętniający miejsce tragicznego w skutkach wypadku króla Polski Kazimierza III Wielkiego

Przedborski Park Krajobrazowy – park krajobrazowy utworzony w maju 1988 r. na granicy ówczesnego województwa piotrkowskiego i kieleckiego. Obecnie na terenie województwa świętokrzyskiego i łódzkiego. Rozpościera się od doliny Czarnej Włoszczowskiej na południu po północną część Pasma Przedborsko-Małogoskiego.
Wraz z Spalskim Parkiem Krajobrazowym i Sulejowskim Parkiem Krajobrazowym należy do zespołu Nadpilicznych Parków Krajobrazowych.
Powierzchnia Przedborskiego Parku Krajobrazowego wynosi 165,53 km². Jego otulina zajmuje 184,66 km², a funkcję tę spełnia Przedborski Obszar Chronionego Krajobrazu.

## Położenie

### Położenie administracyjne
Teren Przedborskiego Parku Krajobrazowego i jego otulina leżą na pograniczu województw łódzkiego i świętokrzyskiego. Położone są na obszarze czterech powiatów: radomszczańskiego, włoszczowskiego, koneckiego i kieleckiego. Obejmują gminy: Przedbórz, Wielgomłyny, Masłowice, Żytno – powiatu radomszczańskiego w województwie łódzkim oraz gminy: Kluczewsko i Krasocin – powiatu włoszczowskiego, Fałków i Słupia Konecka – powiatu koneckiego oraz Łopuszno – powiatu kieleckiego w województwie świętokrzyskim.
Południowy fragment Przedborza wchodzi w granice Przedborskiego Obszaru Chronionego.
Do największych jednostek osadniczych należą miasto Przedbórz, wsie Oleszno i Góry Mokre. Pozostałe miejscowości są niewielkie z zabudową rozproszoną wśród pól lub ciągnącą się wzdłuż dróg.

### Położenie fizycznogeograficzne
Przedborski Park Krajobrazowy leży na pograniczu pasa wyżyn i nizin, w obrębie Wyżyny Małopolskiej. Od północy graniczy bezpośrednio z Wzniesieniami Południowomazowieckimi, leżącymi w obrębie Nizin Środkowopolskich.
Park leży w środkowej części makroregionu zwanego Wyżyną Przedborską, która stanowi północno-zachodni fragment podprowincji Wyżyna Środkowomałopolska w prowincji Wyżyna Małopolska.
W krajobrazie Parku dominuje Pasmo Przedborsko-Małogoskie, będące przedłużeniem Gór Świętokrzyskich i jednocześnie jego osią. Pilica, która płynie południkowo, stanowi zachodnią granicę Przedborskiego Obszaru Chronionego Krajobrazu. Główny dopływ Pilicy na terenie Parku stanowi Czarna Włoszczowska.

## Użytkowanie terenu
| Rodzaj użytkowania   | Powierzchnia [ha] | Udział procentowy |
| -------------------- | ----------------- | ----------------- |
| Lasy                 | 10470             | 62,9%             |
| Grunty orne          | 3200              | 19,2%             |
| Użytki zielone       | 2415              | 14,5%             |
| Tereny zainwestowane | 325               | 2,0%              |
| Wody                 | 230               | 1,4%              |
| Razem                | 16640             | 100,0%            |

Źródło:

## Budowa geologiczna
Oś morfologiczną Parku w kierunku SE-NW stanowi Pasmo Przedborsko-Małogoskie będące południowo-zachodnim mezozoicznym obramowaniem Gór Świętokrzyskich. Jest ono podwójną monokliną, w której biegną równolegle dwa grzbiety: jeden zbudowany z wapieni górnojurajskich, drugi z piaskowców górnokredowych.
Różnorodność morfologii Parku jest wynikiem nakładania się całego szeregu procesów rzeźbotwórczych od trzeciorzędu do czasów współczesnych i wykazuje związek zarówno z czynnikami strukturalnymi – budową geologiczną i tektoniką podłoża, jak też z działalnością procesów czwartorzędowych. Występują tu obok siebie formy rzeźby o charakterze typowym dla niżu, jak też elementy rzeźby wyżynnej. Do głównych cech wyżynnych Parku należy występowanie utworów mezozoicznych – skał wapiennych i piaskowcowych, triasowych, jurajskich i kredowych, a także wysokości bezwzględne terenu przekraczające 250 m n.p.m. Dodatkowo uzupełniają je znaczne wysokości względne przekraczające 60 m, a także duży spadek głównej rzeki Pilicy przekraczający 0,6%. Deniwelacja terenu sięga maksymalnie 157 m, od 191 m n.p.m. w dolinie Pilicy w rejonie miejscowości Łączkowice do 347 m n.p.m. na Górze Fajna Ryba. Jednocześnie cechom wyżynnym towarzyszą elementy typowe dla nizin: płaskie powierzchnie zbudowane z utworów wodnolodowcowych, rozległe zabagnione obniżenia, bardzo małe, nie przekraczające 1‰ spadki dopływów Pilicy – Czarnej Włoszczowskiej i Nowej Czarnej.
Pomiędzy Przedborzem a przełomem Czarnej Włoszczowskiej pod wsią Zamoście grzbiet piaskowcowy wznosi się ponad 120 m ponad przyległe od wschodu niziny i 80–100 m ponad faliste i zwydmione obszary po jego zachodniej stronie. Dno przełomu w Zamościu leży na poziomie 220 m, a najwyższe wzniesienia to Fajna Ryba (347 m n.p.m.), Kozłowa Góra (336 m n.p.m.) i Góra Krzemycza (334 m n.p.m.).
Po zachodniej stronie grzbietu piaskowcowego biegnie nieciągły grzbiet wapienny. Na powierzchni ukazują się tylko jego najwyższe kulminacje – Góra Bukowa (335 m n.p.m.) i Góra Krzemyk (332 m n.p.m.) – reszta grzbietu wapiennego ukryta jest pod młodszymi osadami.
W południowo-wschodnim odcinku pasma, od wsi Zamoście przez Oleszno po Świdno, grzbiety są niższe i zmienia się ich sekwencja: wapienie zajmują wschodnią część pasma, a piaskowce tworzą grzbiet zachodni. Najwyższe wzniesienia to Góra Świdzińska (311 m n.p.m.), piaskowce i Góra nad Świdnem (300 m n.p.m.), wapienie. Na południowy wschód od Świdna pasmo jest przecięte następną doliną przełomową w poziomie 230 m.
Drugą ważną jednostką morfologiczną Parku jest dolina Pilicy, biegnąca południkowo w zachodniej jego części. Dno doliny, o szerokości 1–2 km, leży od 202 m przy ujściu Czarnej do 190 w Przedborzu. Dolina Pilicy ma łagodne i niewysokie stoki z niezbyt wyraźnie zaznaczającą się terasą nadzalewową. Teren pomiędzy wzgórzami Pasma Przedborsko-Małogoskiego a doliną Pilicy to północny skraj Niecki Włoszczowskiej. Utwory kredowe tej struktury są przykryte płaszczem osadów czwartorzędowych. Falista równina wznosi się 225–235 m n.p.m., a jedyne – poza dolinami – jej urozmaicenie wprowadzają wały i parabole wydm, które osiągają do 10 m wysokości.

## Gleby
Zmienność podłoża skalnego i morfologii terenu, powodując zróżnicowanie warunków hydrologicznych i roślinnych, zdeterminowały przebieg procesów glebotwórczych. Wyrazem wartości użytkowej gleb jest zaliczenie ich do odpowiedniej klasy bonitacji oraz do kompleksów przydatności rolniczej. Gleby na obszarze Parku przedstawiają stosunkowo niską wartość użytkową. Brak jest gleb I i II klasy. Jedynie na obszarze gmin: Kluczewsko, Krasocin i Przedbórz występują bardzo niewielkie, rozproszone płaty rędzin właściwych i brunatnych w III klasie bonitacyjnej, zajmujące łącznie 31,5 ha, z czego 3,6 ha znajduje się w Parku, 25,8 ha w otulinie i 2,1 w projektowanym powiększeniu otuliny.
Gleby klas IVa i IVb występują większymi kompleksami i zajmują łącznie powierzchnię 2130,1 ha, z tego 167,04 ha znajduje się na obszarze Parku, 1594,54 ha w otulinie i 368,52 ha w projektowanym powiększeniu otuliny. Typologicznie są to rędziny węglanowe na kredowych skałach wapiennych.
Zwarty kompleks gleb brunatnych i rdzawych występuje w obniżeniu Piskorzeniec, w rejonie Wojciechowa, na utworach wodnolodowcowych oraz stokowych osadach peryglacjalnych. Występują też niewielkie powierzchniowo obszary gleb brunatnych kwaśnych i wyługowanych.
Dość znaczną powierzchnię zajmują gleby pochodzenia organicznego, tzn. takie, które zostały wytworzone przy udziale materii organicznej w warunkach nadmiernego uwilgotnienia. Są to gleby mułowe, torfowe, murszowe i murszowate. Na terenie parku najliczniej występują gleby murszowo-mineralne, stanowiące w klasyfikacji przydatności rolniczej kompleksy IIIz, tj. użytki zielone słabe, położone w dolinach rzek i naturalnych obniżeniach terenu.
Duża część gleb wykazuje skład granulometryczny piasków słabo gliniastych, ubogich w części spławialne. Występujące tu rędziny właściwie są najczęściej płytkie i przeważnie silnie szkieletowe, natomiast wierzchnia warstwa rędzin mieszanych to głównie piaski słabo gliniaste pochodzenia fluwioglacjalnego. Piaszczysty skład granulometryczny jest jedną z ważniejszych przyczyn, z powodu których większość gleb parku jest okresowo, bądź stale sucha. Zaznacza się to szczególnie wyraźnie we fragmentach parku leżących na obszarach gmin Przedbórz i Kluczewsko. Jest charakterystyczne, że na brak wody cierpią tu nie tylko grunty orne, ale również użytki zielone.
Wzgórzowa i wysokopagórkowa rzeźba terenu – głównie dotyczy to Pasma Przedborsko-Małogoskiego – jest czynnikiem poważnie utrudniającym uprawę mechaniczną gleb. Rzeźba terenu wpływa na zagrożenie gleb, głównie rędzin, erozją wodną w stopniu silnym i bardzo silnym. Erozją wietrzną zagrożone są te obszary parku, na których piaski luźne i słabo gliniaste występują na powierzchni.

## Hydrologia

### Wody podziemne
Obszar Przedborskiego Parku Krajobrazowego obejmuje fragmenty trzech regionów hydrogeologicznych: Łódzkiego, Niecki Nidziańskiej i Wokółświętokrzyskiego.
Podstawowe użytkowe poziomy wód głębinowych związane są z osadami podłoża mezozoicznego. Największe zasoby wodne, występują w seriach wapieni górnej jury i piaskowcowo-marglistych utworach kredy dolnej i górnej. Najmniejsze zasoby związane są utworami triasowymi. Ujmowane wody są czyste, nie wymagają skomplikowanych procesów uzdatniania. Często natomiast konieczne jest stosowanie odżelaziaczy.
Wody występujące w utworach czwartorzędowych należą głównie do kategorii wód gruntowych. W nielicznych tylko przypadkach studnie czerpią wodę z poziomów wód wgłębnych. W licznych miejscach wody gruntowe występują bardzo blisko powierzchni terenu i w sytuacjach gwałtownych roztopów, bądź zwiększonych opadów atmosferycznych, przyczyniają się poprzez podnoszenie zwierciadła, do przyspieszonego powstawania zjawisk zalewów.

### Wody powierzchniowe
Cały obszar Przedborskiego Parku Krajobrazowego leży w zlewni rzeki Pilicy. Pilica jest też największą rzeką znajdującą się w granicach parku. Płynie ona peryferyjnie przecinając otulinę w pobliżu jej zachodniej granicy. Wodowskaz na Pilicy znajdujący się w Przedborzu, na 201,4 km biegu rzeki do ujścia, zamyka zlewnię o powierzchni 2536 km². W granicach otulin parku, od miejsca wpłynięcia na jej teren do miasta Przedborza, rzeka płynie południkowo. W rejonie Przedborza Pilica tworzy ostro zarysowany przełom przez Pasmo Przedborsko-Małogoskie. Szerokość doliny wynosi w tym rejonie 1,5 km. Rzeka do tej pory nie została uregulowana, płynie więc naturalnym korytem silnie meandrując i tworząc starorzecza.
Największym prawobrzeżnym dopływem Pilicy jest rzeka Czarna zwana również Czarną Włoszczowską. Za początek Czarnej Włoszczowskiej zostało uznane połączenie rzeki Czarna Pilczycka i Potoku Borowa. Ten największy dopływ Pilicy odwadnia przeważającą część parku. Jest rzeką osobliwą, którą tworzą 4 rzeki mające własne nazwy. Górną część jej dorzecza tworzy podmokła Niecka Zabrodzka, mająca ogólne pochylenie w kierunku zachodnim. Ponieważ na drodze swobodnego odpływu wód w tym kierunku stoi Pasmo Przedborsko-Małogoskie, wody gromadzą się w niecce. Od północy płynie Czarna Pilczycka, a od południowego wschodu Czarna Mieczyńska. Obie mają minimalny spadek (mniej niż 0,1%), do niedawna ich koryta błądziły wśród rozległych bagien i torfowisk. Obecnie Czarna Pilczycka jest skanalizowana, a większość bagien osuszona. Równolegle do Czarnej Mieczyńskiej wykopano kanał odwadniający, zwany Nową Czarną, który przyjął większość przepływu wód. Nowa Czarna, Czarna Mieczyńska oraz połączone wcześniej na północy Czarna Pilczycka i potok Borowa niosą wspólnie wody, od bramy przełomu koło wsi Zamoście, pod nazwą Czarna Włoszczowska. Warto wspomnieć, że wody Czarnych są rzeczywiście ciemniejsze od wód Pilicy (stąd nazwa). Jest to efekt nie tyle działalności ludzkiej w sensie zanieczyszczenia ściekami, co przede wszystkim wypłukiwania znacznych ilości związków humusowych z obszarów torfowisk, występujących w dolinach. Te zakwaszone wody w okresach wezbrań i związanego z tym burzliwego przepływu ulegają spienieniu.
Charakterystycznym składnikiem parku są torfowiska oraz obszary podmokłe. Są to niestety najbardziej zagrożone i najszybciej znikające ekosystemy parku. Jeszcze kilkadziesiąt lat temu zajmowały setki hektarów. Największy wpływ na niszczenie torfowisk miały melioracje, w wyniku których osuszono ponad 90% tych terenów. Konsekwencją są obecne zmiany zachodzące na ocalałych jeszcze torfowiskach. Polegają one na przyspieszonej sukcesji roślinności, a jej efektem jest zarastanie torfowisk roślinnością krzewiastą.

## Rys klimatyczny
Średnie temperatury obszaru parku uzyskano jako średnie z wartości notowanych w Przedborzu i Kielcach. Najwyższe temperatury notowano w lipcu, a najniższe w lutym. Średnia roczna równa jest 7,1 °C, Na szczytach wzgórz i w nieckach torfowisk temperatura jest nieco niższa, natomiast na zboczach południowych i południowo-zachodnich wyraźnie wyższa. Roczna suma opadów wynosi 662 mm. Okres wegetacyjny trwa 213 dni i zaczyna się około 5 kwietnia, a kończy około 4 listopada.

## Kompleksy leśne
Lasy zajmują ok. 68% powierzchni Parku. Są to przeważnie drzewostany sosnowe na siedlisku borów mieszanych, przeplecione olsami i borami bagiennymi. Występują także większe powierzchnie grądów, buczyn i dąbrów świetlistych. W dolinach rzecznych spotyka się łęgi olszowo-jesionowe, a w bagnistych zagłębieniach – partie olsów. Na uwagę zasługuje udział jodły w wielogatunkowych drzewostanach, a także stanowiska rzadkiego cisa. Na nasłonecznionych zboczach wzgórz Pasma Przedborsko-Małogoskiego występują murawy kserotermiczne oraz ciepłolubne zarośla z udziałem tarniny, kaliny, róż, głogu, derenia świdwy, ligustru i jałowca. Na terenie parku znajduje się kilka par drzew pozornie zrośniętych: zrost sosny z dębem szypułkowym w uroczysku Rączki i zrost sosny z brzozą brodawkowatą przy gajówce Stara Wieś. W północno-wschodniej części Parku znajdują się większe obszary torfowisk, z największym bagnem Piskorzeniec.

## Flora
Flora Parku liczy ponad 900 gatunków roślin naczyniowych, w tym 39 gatunków rzadkich i chronionych. Wśród nich na szczególną uwagę zasługują gatunki stepowe i ciepłolubne: wiśnia karłowata, dziewięćsił bezłodygowy, zawilec wielkokwiatowy, pluskwica europejska, pajęcznica gałęzista, fiołek kosmaty, głowienka wielkokwiatowa, dzwonek syberyjski, goryczki wąskolistna i orzęsiona, czosnek skalny, gorysz siny, rojnik pospolity, oman wierzbolistny, aster gawędka, pszeniec różowy, ośmiał mniejszy, czechrzyca grzebieniasta, miłek letni i miłek szkarłatny, kurzyślad błękitny, macierzanka pannońska, ciemiężyk białokwiatowy, rumian barwierski, przetacznik pagórkowy, koniczyna dwukłosowa i perłówka jednokwiatowa. Do gatunków górskich należą: nerecznica szerokolistna, bez koralowy, liczydło górskie, parzydło leśne, czerniec gronkowy, trybula lśniąca i widłak wroniec. Na torfowiskach w Parku rośnie wiele reliktowych gatunków roślin bagiennych, jak: wierzba borówkolistna, rosiczka okrągłolistna, wąkrota zwyczajna, gwiazdnica błotna, wełnianka wąskolistna i świbka błotna. Inne rzadkie rośliny to: wawrzynek wilczełyko, bluszcz pospolity, pełnik europejski, kosaciec syberyjski, orlik pospolity, lilia złotogłów, rutewki mniejsza i orlikolistna, śnieżyczka przebiśnieg, sasanka wiosenna, jarzmianka większa, kozłek całolistny, barwinek pospolity, pomocnik baldaszkowy, paprotka zwyczajna, widłak spłaszczony, obuwik pospolity, buławniki czerwony i wielkokwiatowy, kruszczyki szerokolistny i rdzawoczerwony, podkolan biały, listera jajowata, gnieźnik leśny, żłobik koralowy, storczyki szerokolistny, samiczy i plamisty, wolffia bezkorzeniowa oraz grzyb szmaciak gałęzisty.

## Fauna
W lasach Parku żyją duże ssaki leśne: łoś, jeleń, sarna, dzik i borsuk. W rzekach żyje wydra, a w uroczysku Piskorzeniec introdukowane zostały bobry. Spośród mniejszych gatunków występują tu: gronostaj, łasica oraz ryjówki malutka i aksamitna. Występuje tu 168 gatunków ptaków, z czego 98 należy do awifauny lęgowej. Najrzadsze z nich to: bielik, rybołów, orlik krzykliwy, błotniak łąkowy, bocian czarny, żuraw, cietrzew, płomykówka, bąk, kulik wielki, rycyk, dzięcioł zielonosiwy, zimorodek i podróżniczek. Wśród ryb występują głównie gatunki pospolite, z rzadszych stwierdzono tu sumika karłowatego i amura białego. W Parku znajdują się także stanowiska rzadkich i chronionych bezkręgowców: mieniaka tęczowca, tęcznika mniejszego, biegaczy łysego, zielonozłotego i fioletowego oraz trzmieli rudoszarego i łąkowego.
W 1992 roku odkryto nad Pilicą czaszkę tura.

## Rezerwaty przyrody
- Bukowa Góra
- Murawy Dobromierskie
- Piskorzeniec
- Czarna Rózga
- Oleszno

## Użytki ekologiczne
Na terenie parku i w jego otulinie spotyka się ciekawe obiekty przyrodnicze w postaci użytków ekologicznych: buczyna w Jeżowcu, Czerwony Kamień, wzgórze w uroczysku Rączki (290 m n.p.m.), Dąbrowa Świetlista w Gustawowie, góra Fajna Ryba (346 m n.p.m.), Jurajskie Wzgórze koło Oleszna (274 m n.p.m.) – woj. świętokrzyskie, Majowa Góra w Woli Przedborskiej (244 m n.p.m.), modrzewie w uroczysku Gustawów, stare dęby i pełnik europejski w uroczysku Gustawów.